# Federazione Balcanica

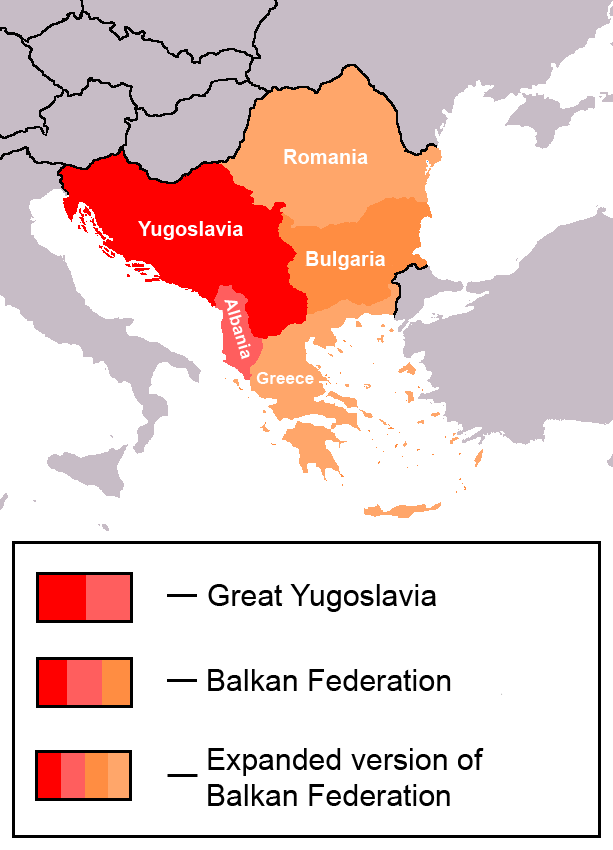
Progetto del Comintern per la Federazione balcanica.

Il progetto della Federazione Balcanica riguardava la creazione di una federazione o confederazione degli Stati della penisola balcanica, basata principalmente su idee politiche di sinistra.
La concezione di tale entità emerse alla fine del XIX secolo per la grande presenza di ideologie socialiste nella regione. Il punto centrale era quello di stabilire una nuova unità politica: una repubblica federale che unisse tutta la penisola balcanica sulle basi dell'internazionalismo, patriottismo, socialismo, solidarietà e sull'eliminazione della disuguaglianza economica. La visione di base era quella che, nonostante le differenze tra le varie popolazioni, vi era un comune bisogno di unificazione.
Inizialmente, l'idea era considerata la risposta al collasso dell'Impero Ottomano agli inizi del XX secolo, e nella seconda fase, durante il periodo interbellico (1919–36), e venne accolta dai partiti comunisti presenti nei Balcani. I leader di questi ultimi si scontrarono contro il dittatore dell'Unione Sovietica Iosif Stalin, contrario alla riunificazione durante il periodo successivo alla seconda guerra mondiale.

## Contesto storico

La bandiera della Federazione pan-balcanica secondo Rigas Feraios

Inizialmente, a Belgrado un gruppo di intellettuali radicali dei Balcani fondò nel 1865 la Federazione Democratica Orientale, proponendo la nascita di una federazione dalle Alpi a Cipro basata sulla libertà politica e l'uguaglianza sociale. Confermarono la loro aderenza agli ideali della Rivoluzione Francese sulla linea del federalismo di Henri de Saint-Simon e in relazione alle idee socialiste di Karl Marx o Michail Bakunin. Successivamente, nacque in Francia nel 1894 la Lega per la Confederazione Balcanica alla quale parteciparono socialisti greci, bulgari, serbi e rumeni, supportando l'autonomia della Macedonia all'interno della federazione dell'Europa sudorientale e cercando di trovare una soluzione alla questione macedone. Il secondo tentativo avvenne subito dopo la rivoluzione dei Giovani Turchi nel 1908: l'anno successivo, a Salonicco l'Associazione socialista dei lavoratori si unì a due gruppi socialisti bulgari formando così la Federazione Socialista dei Lavoratori Ottomani. Sebbene sia stata sottovalutato fino al 1913, il significato politico del crescente nazionalismo si manifestò con la richiesta del diritto di autodeterminazione dei popoli. La leadership prese una posizione moderata tenendo conto delle tendenze nazionalistiche dei partiti socialdemocratici balcanici.

### Federazione Socialista Balcanica
Tra il 7 ed il 9 gennaio 1910, la prima conferenza socialista balcanica venne organizzata a Belgrado, capitale del Regno di Serbia. I principali argomenti di discussione furono l'unificazione balcanica, le azioni da eseguire contro le guerre in corso e la questione macedone. Nel 1915, dopo una conferenza a Bucarest, venne decisa la creazione di una Federazione socialdemocratica rivoluzionaria balcanica del lavoro, comprendente i gruppi che aderirono alla conferenza di Zimmerwald e che si rifiutarono di partecipare alla prima guerra mondiale. Inizialmente guidata da Christian Rakovskij, ebbe come principali attivisti Vasil Kolarov e Georgi Dimitrov. Nel 1915, Dimitrov scrisse che la Macedonia, "[...] divisa in tre parti [...]", sarebbe stata, "[...] riunita in un singolo stato garante del diritto di eguaglianza all'interno del contesto della Federazione democratica balcanica." Questa unita ed indipendente Macedonia avrebbe dovuto consistere nella corrispondente regione geografica compresa tra la Bulgaria, la Jugoslavia e la Grecia. La Federazione venne repressa dai governi nazionali in diversi momenti. Rakovskij venne espulso da vari paesi balcanici e, durante la prima guerra mondiale, divenne un membro fondatore della Federazione socialdemocratica rivoluzionaria del lavoro balcanica. In seguito sì trasferì in Russia, dove aderì al Partito Bolscevico dopo la Rivoluzione d'ottobre del 1917, e successivamente diventò assieme a Dimitrov e Kolarov un membro del Comintern.

### Federazione Comunista Balcanica
A seguito della rivoluzione d'ottobre avvenuta nella Repubblica russa, venne creata tra il 1920 e il 1921 una Federazione comunista balcanica, influenzata dalle posizioni di Vladimir Lenin racchiuse nell'internazionalismo proletario. Era una organizzazione che riuniva tutti i partiti comunisti dei Balcani controllata dall'Unione Sovietica e basata sui requisiti del Comintern. Venne dichiarata come una "Repubblica federale balcanica" che avrebbe incluso Bulgaria, Jugoslavia, Grecia, e Turchia; alcuni progetti coinvolsero anche la Romania, ma molti di questi prevederono la sua frammentazione. L'organismo avrebbe supervisionato le attività del Partito Comunista Bulgaro (BKP), del Partito Comunista di Jugoslavia (KPJ), del Partito Comunista di Grecia (KKE), del Partito Comunista di Turchia (TKP) e, in una certa misura, quelle del Partito Comunista Rumeno (PCdR). Venne dissolta nel 1939.
Sin dall'inizio, i Bulgari assunsero un ruolo centrale nella Federazione Balcanica.
A Sofia, in Bulgaria, tra maggio e giugno del 1922, Kolarov sollevò la questione dell'autonomia della Macedonia, Dobruja e della Tracia, sostenuta da Dimitrov, il delegato bulgaro che presiedeva l'incontro. Il delegato greco chiese per un rinvio data la sua riluttanza nell'approvare una mozione non in agenda.
Nel dicembre del 1923, la Federazione comunista balcanica organizzò la sua quinta conferenza a Mosca. Nel 1924 il Comintern cercò di negoziare per ottenere una collaborazione tra i comunisti e l'Organizzazione Rivoluzionaria Interna Macedone (ORIM), l'Organizzazione Rivoluzionaria Interna della Tracia (ORIT) e l'Organizzazione Rivoluzionaria Interna di Dobrujane (ORID) per la creazione di movimenti rivoluzionari uniti. L'idea di una nuova organizzazione unificata venne appoggiata dall'Unione Sovietica, che aveva visto una possibilità per diffondere la Rivoluzione nei Balcani e destabilizzare le monarchie locali.
Nel manifesto pubblicato il 6 maggio 1924 (conosciuto anche come "Manifesto di maggio"), vennero esposti gli obbiettivi del movimento unito di liberazione macedone: l'indipendenza e l'unificazione della Macedonia ottenuta lottando contro le vicine monarchie balcaniche, la successiva creazione di una Federazione comunista balcanica e la cooperazione con l'Unione sovietica. Nel 1925, dietro l'influenza del Partito Comunista Bulgaro, molti gruppi di sinistra dichiararono le Organizzazioni rivoluzionarie interne di Macedonia, Dobrujan e Traccia, come estranee all'organizzazione principale. Queste militarono per le proprie repubbliche sovietiche che avrebbero fatto parte della Federazione comunista balcanica. Il partito comunista bulgaro venne costretto da Iosif Stalin ad accettare la formazione della Macedonia, Tracia e Dobrujan in modo da poterle includere successivamente nella Federazione. Il 7 gennaio 1934 venne emanata una risoluzione della Federazione comunista balcanica per il riconoscimento dell'etnicità macedone da parte del segretariato balcanico del Comintern. Venne accettata dal segretariato politico a Mosca l'11 gennaio 1934 e approvata dal comitato esecutivo del Comintern.
Il delegato del Partito Comunista di Grecia (KKE) Nikolaos Sargologos firmò la mozione senza l'autorizzazione del partito stesso; invece di tornare ad Atene, emigrò negli Stati Uniti. La testata giornalistica e organizzazione politica del KKE, Rizospastis, fu contraria alla mozione perché sarebbe stata positiva per il partito bulgaro ma disastrosa per quello greco. Il KKE inizialmente non si trovò molto d'accordo con la posizione della Federazione sulla Macedonia ma in seguito si adeguò. Nel giugno del 1924, al loro quinto incontro, riconobbe il popolo macedone e nel dicembre 1924 firmò a favore di "una Macedonia unita e indipendente e di una Tracia unita e indipendente" con la prospettiva di un loro ingresso nella Federazione balcanica "contro il gioco nazionale e sociale della borghesia greca e bulgara".
Tuttavia, nel 1928 il KKE subì una sconfitta devastante alle elezioni greche, soprattutto nella Macedonia greca. Nel 1927 i dissensi all'interno del partito resero instabile il movimento e a marzo, la conferenza del KKE degenerò, con un'invocazione all'autodeterminazione dei Macedoni fino a quando non avessero aderito alla "Federazione socialista sovietica dei Balcani" solo per "una sezione della Macedonia (l'area della Florina) abitata da Slavomacedoni". Nel 1935 vennero chiesti "diritti uguali per tutti" a causa del "cambiamento della composizione nazionale della regione greca della Macedonia" e anche perché "il principio leninista–stalinista di autodeterminazione richiede la sostituzione del vecchio motto". Il partito comunista della Jugoslavia aveva problemi interni e dissensi: le paure di una serbianizzazione del partito e della Banovina del Vardar, i cui abitanti si sentivano appartenere più alla Bulgaria che al Regno di Jugoslavia. Il PCJ seguì l'esempio del KKE nel 1936, quando le aree di sinistra di ORIM, ORIT e ORID vennero incorporate da un principio regionale nei Partiti comunisti balcanici.
In Albania le idee comuniste vennero infiltrate dagli stati adiacenti. Nonostante gli sforzi del Comintern di stabilire un partito comunista inviando e sostenendo emissari come Kosta Boshnjaku e Ali Kelmendi dopo, i gruppi comunisti non erano molto organizzati ed erano abbastanza deboli. Il partito comunista verrà fondato solo nel 1941.
La Conferenza di pace di Parigi modificò i confini dell'Albania stabiliti dalla conferenza di Londra degli ambasciatori prima del primo conflitto mondiale, lasciando aree sostanzialmente abitate da Albanesi fuori dai confini nazionali. Allo stesso tempo, la casta dominante durante i primi anni venti era una classe ottomana che non intendeva affrontare i problemi più importanti per il paese, come la riforma agraria o la questione degli Albanesi lasciati oltre confine.
Nei primi anni Venti  due entità entrarono in contatto con il Comintern: l'opposizione di sinistra, guidata dal vescovo albanese Fan Noli, e il Comitato del Kosovo. Bajram Curri, un albanese di origini kosovare e persona chiave per entrambi i gruppi, dirà nel dicembre del 1921 al ministro sovietico a Vienna che "il popolo albanese aspetta impazientemente la determinazione delle loro frontiere non sulle basi di brutali e sanguinose considerazioni storiche, ma sulle basi della situazione reale che esiste oggi. Con la ferma convinzione che la Russia sovietica saprà determinare in un prossimo futuro i confini dell'Europa, in particolare nei Balcani, in un attimo, e prego che il grande governo sovietico possa soddisfare le nostre richieste in quel momento."
Dopo il fallimento della rivoluzione di giugno, Noli e gli altri si stabilirono a Vienna dove formarono il KONARE (Comitato nazionale rivoluzionario), un comitato rivoluzionario apertamente filo sovietico. Nonostante il KONARE e i dissensi interni, il Comitato del Kosovo si unì alla Federazione balcanica e ricevette aiuti finanziari. Avrebbero cooperato con rivoluzionari ORIM come Todor Aleksandrov e Petar Chaulev. Nel 1928, il KONARE passò di fatto sotto il controllo del Comintern; ventiquattro giovani albanesi vennero mandati a Mosca per seguire i loro corsi nelle istituzioni sovietiche. Ma agli inizi degli anni trenta, la difesa della Jugoslavia divenne ufficialmente una linea comunista. In questo modo non poteva arrivare alcun supporto al Comitato del Kosovo. L'avvicinamento dell'Italia fascista nella questione distrusse ogni connessione tra i nazionalisti irredentisti albanesi e il Comintern. Il KONARE si sarebbe dissolto a metà degli anni trenta, lasciando il Comintern con gruppi comunisti frammentati dove figurava l'Albania.

### Periodo del Cominform (1946-1948)
Per un breve periodo durante il Cominform, il leader comunista jugoslavo Josip Broz Tito e il leader bulgaro Georgi Dimitrov lavorarono ad un progetto di unificazione dei loro paesi in un'unica Repubblica federale balcanica. Vista come una concessione alla Jugoslavia, le autorità bulgare acconsentirono al riconoscimento di una distinta etnicità dei macedoni nell'area bulgara della regione macedone. Questa era una delle condizioni dell'accordo di Bled firmato tra la Jugoslavia e la Bulgaria il primo agosto del 1947. Nel novembre del 1947, messa sotto pressione sia dagli Jugoslavi che dai Sovietici, la Bulgaria firmò anche un trattato di amicizia con la Jugoslavia.
Il partito comunista bulgaro al governo venne costretto ancora una volta ad adattarsi agli interessi sovietici nei Balcani: le politiche risultanti dall'accordo vennero modificate dopo la rottura tra Tito e Stalin nel giugno del 1948, quando la Bulgaria, all'epoca sotto l'influenza dell'Unione sovietica, venne costretta a prendere una posizione contraria alla Jugoslavia.

### Oggi
La Repubblica di Croazia, nata a seguito della dissoluzione della Jugoslavia, ha adottato nel 1990 una Costituzione il cui articolo 142 prevede il divieto di associazione o alleanze con altri Stati se ciò possa comportare la ricostituzione in qualsiasi forma di un'unione statale jugoslava o di uno Stato balcanico consolidato.